# Liga Mayor 1947-48
La Temporada 1947-48 fue la edición V del campeonato de la Liga Mayor en la denominada "época profesional" del fútbol mexicano; Comenzó el 31 de agosto y finalizó el 29 de junio.
El torneo se desarrolló a partidos de visita recíproca por lo que cada club jugó 28 partidos, donde a la postre salió campeón el León que tuvo que definir con el Oro el título, ya que ambos clubes empataron en el primer lugar con 36 puntos.

## Sistema de competencia
Los quince participantes disputan el campeonato bajo un sistema de liga, es decir, todos contra todos a visita recíproca; con un criterio de puntuación que otorga dos unidades por victoria, una por empate y cero por derrota. El campeón sería el club que al finalizar el torneo haya obtenido la mayor cantidad de puntos, y por ende se ubique en el primer lugar de la clasificación. 
En caso de concluir el certamen con dos equipos empatados en el primer lugar, se procedería a un partido de desempate entre ambos conjuntos en una cancha neutral predeterminada al inicio del torneo; de terminar en empate dicho duelo, se realizará uno extra, y de persistir la igualdad en este, se alargaría a la disputa de dos tiempos extras de 30 minutos cada uno, y posteriormente a un nuevo encuentro hasta que se produjera un ganador.
En caso de que el empate en el primer lugar fuese entre más de dos equipos, se realizaría una ronda de partidos entre los involucrados, con los mismos criterios de puntuación, declarando campeón a quien liderada esta fase al final.
Para el resto de las posiciones que no estaban involucradas con la disputa del título, su ubicación, en caso de empate, se definía por medio del criterio de gol average o promedio de goles, y se calculaba dividiendo el número de goles anotados entre los recibidos.

## Equipos participantes

### Equipos por entidad federativa
En la temporada 1947-1948 jugaron 15 equipos que se distribuían de la siguiente forma:
| Oro Atlas Guadalajara León San Sebastián España Puebla Veracruz Moctezuma ADO América Atlante Marte Asturias Tampico | \| Entidad Federativa \| N.º \| Equipos \| \| ------------------ \| --- \| ----------------------------------------- \| \| Distrito Federal \| 5 \| América, Asturias, Atlante, España, Marte \| \| Jalisco \| 3 \| Atlas, Oro y Guadalajara \| \| Veracruz \| 3 \| ADO, Moctezuma y Veracruz \| \| Guanajuato \| 2 \| León y San Sebastián \| \| Puebla \| 1 \| Puebla \| \| Tamaulipas \| 1 \| Tampico \| |                                           |
| Entidad Federativa                                                                                                   | N.º | Equipos                                   |
| Distrito Federal | 5 | América, Asturias, Atlante, España, Marte |
| Jalisco | 3 | Atlas, Oro y Guadalajara                  |
| Veracruz | 3 | ADO, Moctezuma y Veracruz                 |
| Guanajuato | 2 | León y San Sebastián                      |
| Puebla | 1 | Puebla                                    |
| Tamaulipas | 1 | Tampico                                   |

### Información de los equipos participantes
| \| Equipo \| Sede \| Estadio \| En Primera desde... \| \| ------------------- \| -------------------- \| -------------------------------------- \| ------------------- \| \| ADO (ADO) \| Orizaba, Veracruz \| Parque CIDOSA \| 1943 \| \| América (AME) \| Ciudad de México \| Parque Asturias/Ciudad de los Deportes \| 1943 \| \| Asturias (AST) \| Ciudad de México \| Parque Asturias \| 1943 \| \| Atlante (ATT) \| Ciudad de México \| Parque Asturias/Ciudad de los Deportes \| 1943 \| \| Atlas (ATL) \| Guadalajara, Jalisco \| Parque Oblatos \| 1943 \| \| España (ESP) \| Ciudad de México \| Parque Asturias \| 1943 \| \| Guadalajara (GDL) \| Guadalajara, Jalisco \| Parque Oblatos \| 1943 \| \| León (LEO) \| León, Guanajuato \| Enrique Fernández Martínez \| 1944 \| \| Marte (MAR) \| Ciudad de México \| Parque Asturias/Ciudad de los Deportes \| 1943 \| \| Moctezuma (MOC) \| Orizaba, Veracruz \| Moctezuma \| 1943 \| \| Oro (ORO) \| Guadalajara, Jalisco \| Parque Oblatos \| 1944 \| \| Puebla (PUE) \| Puebla, Puebla \| Parque El Mirador \| 1944 \| \| San Sebastián (SST) \| León, Guanajuato \| La Martinica \| 1945 \| \| Tampico (TAM) \| Tampico, Tamaulipas \| Tampico \| 1945 \| \| Veracruz (VER) \| Veracruz, Veracruz \| Parque Deportivo Veracruzano \| 1943 \| |                      |                                        |                     |
| Equipo | Sede                 | Estadio                                | En Primera desde... |
| ADO (ADO) | Orizaba, Veracruz    | Parque CIDOSA                          | 1943                |
| América (AME) | Ciudad de México     | Parque Asturias/Ciudad de los Deportes | 1943                |
| Asturias (AST) | Ciudad de México     | Parque Asturias                        | 1943                |
| Atlante (ATT) | Ciudad de México     | Parque Asturias/Ciudad de los Deportes | 1943                |
| Atlas (ATL) | Guadalajara, Jalisco | Parque Oblatos                         | 1943                |
| España (ESP) | Ciudad de México     | Parque Asturias                        | 1943                |
| Guadalajara (GDL) | Guadalajara, Jalisco | Parque Oblatos                         | 1943                |
| León (LEO) | León, Guanajuato     | Enrique Fernández Martínez             | 1944                |
| Marte (MAR) | Ciudad de México     | Parque Asturias/Ciudad de los Deportes | 1943                |
| Moctezuma (MOC) | Orizaba, Veracruz    | Moctezuma                              | 1943                |
| Oro (ORO) | Guadalajara, Jalisco | Parque Oblatos                         | 1944                |
| Puebla (PUE) | Puebla, Puebla       | Parque El Mirador                      | 1944                |
| San Sebastián (SST) | León, Guanajuato     | La Martinica                           | 1945                |
| Tampico (TAM) | Tampico, Tamaulipas  | Tampico                                | 1945                |
| Veracruz (VER) | Veracruz, Veracruz   | Parque Deportivo Veracruzano           | 1943                |

## Clasificación final
| Pos. | Equipo        | Pts. | PJ | G  | E | P  | GF | GC | Dif. | Clasificación            |
| ---- | ------------- | ---- | -- | -- | - | -- | -- | -- | ---- | ------------------------ |
| 1    | León (C)      | 36   | 28 | 15 | 6 | 7  | 87 | 39 | +48  | Desemptate por el título |
| 2    | Oro           | 36   | 28 | 16 | 4 | 8  | 80 | 49 | +31  | Desemptate por el título |
| 3    | Atlas         | 35   | 28 | 14 | 7 | 7  | 69 | 50 | +19  |                          |
| 4    | Puebla        | 35   | 28 | 15 | 5 | 8  | 40 | 34 | +6   |                          |
| 5    | ADO           | 31   | 28 | 13 | 5 | 10 | 68 | 66 | +2   |                          |
| 6    | San Sebastián | 28   | 28 | 12 | 4 | 12 | 50 | 76 | −26  |                          |
| 7    | Real España   | 27   | 28 | 10 | 7 | 11 | 56 | 53 | +3   |                          |
| 8    | Tampico       | 27   | 28 | 11 | 5 | 12 | 62 | 64 | −2   |                          |
| 9    | Veracruz      | 27   | 28 | 12 | 3 | 13 | 62 | 66 | −4   |                          |
| 10   | América       | 26   | 28 | 11 | 4 | 13 | 63 | 71 | −8   |                          |
| 11   | Guadalajara   | 25   | 28 | 9  | 7 | 12 | 55 | 69 | −14  |                          |
| 12   | Moctezuma     | 24   | 28 | 9  | 6 | 13 | 63 | 77 | −14  |                          |
| 13   | Marte         | 23   | 28 | 9  | 5 | 14 | 66 | 78 | −12  |                          |
| 14   | Atlante       | 21   | 28 | 8  | 5 | 15 | 58 | 66 | −8   |                          |
| 15   | Asturias      | 19   | 28 | 6  | 7 | 15 | 41 | 62 | −21  |                          |

 Fuente: RSSSF

## Resultados
| Local \ Visitante | ADO | AME | AST | ATT | ATL | ESP | GUA | LEO  | MAR | MOC | ORO | PUE | SAS | TAM | VER |
| ----------------- | --- | --- | --- | --- | --- | --- | --- | ---- | --- | --- | --- | --- | --- | --- | --- |
| ADO               | —   | 3–1 | 2–2 | 3–1 | 3–2 | 3–2 | 2–1 | 2–3  | 4–1 | 4–2 | 1–1 | 2–1 | 2–2 | 4–2 | 4–0 |
| América           | 4–4 | —   | 2–1 | 2–1 | 1–0 | 1–1 | 4–3 | 2–6  | 3–7 | 4–3 | 0–1 | 0–2 | 5–0 | 3–4 | 2–1 |
| Asturias          | 1–3 | 2–2 | —   | 2–1 | 6–5 | 4–2 | 3–1 | 3–2  | 1–2 | 1–2 | 2–2 | 0–1 | 1–1 | 2–4 | 0–2 |
| Atlante           | 4–3 | 2–1 | 1–2 | —   | 4–2 | 0–1 | 1–3 | 1–10 | 2–3 | 0–3 | 3–1 | 2–4 | 6–1 | 3–3 | 6–2 |
| Atlas             | 5–2 | 1–1 | 3–3 | 2–1 | —   | 0–2 | 2–1 | 5–1  | 3–1 | 1–1 | 0–0 | 4–2 | 3–2 | 2–1 | 3–1 |
| España            | 4–2 | 1–0 | 3–2 | 1–0 | 2–3 | —   | 0–1 | 0–0  | 3–1 | 2–2 | 2–0 | 0–1 | 2–3 | 6–1 | 5–5 |
| Guadalajara       | 4–1 | 4–3 | 1–1 | 1–1 | 2–2 | 1–1 | —   | 1–4  | 3–5 | 3–2 | 4–4 | 2–1 | 2–0 | 0–3 | 3–1 |
| León              | 6–2 | 6–0 | 4–0 | 1–1 | 3–3 | 3–2 | 5–0 | —    | 9–0 | 1–1 | 0–4 | 0–0 | 6–0 | 4–2 | 5–0 |
| Marte             | 2–3 | 5–6 | 1–1 | 3–5 | 3–4 | 2–2 | 1–3 | 0–2  | —   | 6–3 | 3–2 | 1–2 | 1–0 | 2–2 | 4–1 |
| Moctezuma         | 0–1 | 1–3 | 1–1 | 1–6 | 1–4 | 4–3 | 4–2 | 2–2  | 4–4 | —   | 3–2 | 1–0 | 6–2 | 5–3 | 2–4 |
| Oro               | 4–2 | 2–1 | 5–0 | 4–0 | 1–6 | 6–4 | 4–1 | 2–0  | 0–2 | 7–1 | —   | 3–0 | 8–0 | 4–2 | 3–4 |
| Puebla            | 1–0 | 2–1 | 3–2 | 1–0 | 0–0 | 3–3 | 3–3 | 2–0  | 1–0 | 1–0 | 2–1 | —   | 1–2 | 1–2 | 2–1 |
| San Sebastián     | 3–3 | 3–1 | 2–1 | 3–2 | 2–1 | 2–1 | 3–2 | 0–3  | 3–2 | 4–2 | 2–3 | 2–0 | —   | 4–2 | 0–0 |
| Tampico           | 2–1 | 0–4 | 0–1 | 1–1 | 2–0 | 3–0 | 5–0 | 2–0  | 2–2 | 4–3 | 2–3 | 1–1 | 7–2 | —   | 0–2 |
| Veracruz          | 5–2 | 4–3 | 4–0 | 3–2 | 1–3 | 2–1 | 2–2 | 2–1  | 4–2 | 2–3 | 2–3 | 1–2 | 2–3 | 4–0 | —   |

*El equipo de la línea vertical hace de local.

## Serie de desempate por el título
| 27 de junio de 1948 | León | 0:0' | Oro | Olímpico de la Ciudad de los Deportes, Ciudad de México |  |
| Luego de empatar a cero en los noventa minutos reglamentarios y en los tiempos extra, se determinó jugar dos días después otro duelo de desempate |      |      |     |                                                         |  |

| 29 de junio de 1948 | León                                      | 2:0' | Oro | Olímpico de la Ciudad de los Deportes, Ciudad de México |  |
|                     | Pablo "Chancharras" Pérez · Jaime Moncada |      |     |                                                         |  |

|                           |
| León Campeón 1.er título. |

## Máximos goleadores
| Nombre                    | Club          | Goles |
| ------------------------- | ------------- | ----- |
| Adalberto Dumbo López     | León          | 36    |
| Felipe Altube             | Tampico       | 30    |
| Pablo 'Pablotas' González | Oro           | 25    |
| Raimundo 'Pelón' González | Veracruz      | 21    |
| Octavio 'Pulga' Vial      | América       | 20    |
| Marcos Aurelio            | León          | 19    |
| Ricardo 'Changa' Álvarez  | Puebla        | 19    |
| Walter Meneses            | ADO           | 18    |
| Mario Pérez               | Marte         | 18    |
| Rodrigo 'Oso' Solano      | Atlas         | 18    |
| Delfino Vázquez           | Oro           | 17    |
| Julio 'Aparicio' Ayllón   | Moctezuma     | 17    |
| Tulio Quiñones            | ADO           | 15    |
| Carlos Septién            | España        | 15    |
| Francisco Rivas           | San Sebastián | 15    |